# Rüdiger Pape
Rüdiger Pape (* 1960 in Salzgitter) ist ein deutscher Theater- und Opernregisseur.

## Leben
Rüdiger Pape studierte Angewandte Kulturwissenschaften an der Universität Hildesheim und war im Anschluss Regieassistent am Theater der Stadt Heidelberg, am Stadttheater Konstanz und am Staatstheater Hannover.
Von 1993 bis 1996 leitete er als Direktor das Carl-Maria-von-Weber-Theater in Bernburg an der Saale. Anschließend arbeitete er zwei Jahre als Hausregisseur und Programmdirektor der Freilichtspielstätte am Thalia Theater in Halle. Seit 1998 inszeniert er als freier Regisseur in Bregenz, Bremen, Dresden, Halle, Heidelberg, Köln, Konstanz, Mannheim, Oldenburg, Uppsala und Zürich. Seit 2007 gehört er zum festen Regieteam des freien Theaters im Bauturm in Köln. Rüdiger Pape inszeniert für Kinder, Jugendliche und Erwachsene. Im Jahr 2005 debütierte er als Opernregisseur bei den Händel-Festspielen in Halle mit der Händel Oper Amadigi.
Seine Inszenierung der Nibelungen am Comedia Theater in Köln wurde 2006 mit dem Theaterpreis des Landes Nordrhein-Westfalen ausgezeichnet. Ebenfalls mit den Nibelungen war er für den Deutschen Theaterpreis „Der Faust“ in der Kategorie „Beste Regie“ im Kinder- und Jugendtheater nominiert. Seine Inszenierung von Frau Meier, die Amsel nach dem Bilderbuch von Wolf Erlbruch für das Bonner Theater Marabu wurde mit dem NRW-Kinder- und Jugendtheaterpreis 2011 ausgezeichnet. Rüdiger Pape lebt mit seiner Frau und seinen drei Kindern in Köln.

## Inszenierungen (Auswahl)
- 2008 Unter Eis von Falk Richter am Goethe-Institut Kiew
- 2009 Werther nach J. W. Goethe am Theater im Bauturm, Köln
- 2009 Peter Pan von J. M. Barrie am Uppsala Stadsteater (Schweden)
- 2011 Die Räuber von Friedrich Schiller am Volkstheater Rostock
- 2011 Wolke 9 von Andreas Dresen am Theater im Bauturm, Köln
- 2015 Verbrennungen von Wajdi Mouawad am Theater im Bauturm, Köln
- 2015 Die unendliche Geschichte von Michael Ende am Thalia Theater Hamburg
- 2017 Tintenherz von Cornelia Funke am Schauspiel Frankfurt